# Неттоп
Неттоп (на английски: nettop) и общото название за настолен компютър с много малък форм-фактор, евтин откъм цена, с малък разход на електроенергия, който е създаден да изпълнява основни задачи като сърфиране в интернет, достъп до уеб базирани приложения, обработка на документи, изпълнение на аудио/видео.
Етимология
Nettop в английски е словосъчетание от „интернет“ и „desktop“, разговорно на desktop computer – настолен компютър, от desk – бюро и top – отгоре .